# 牧人十字军

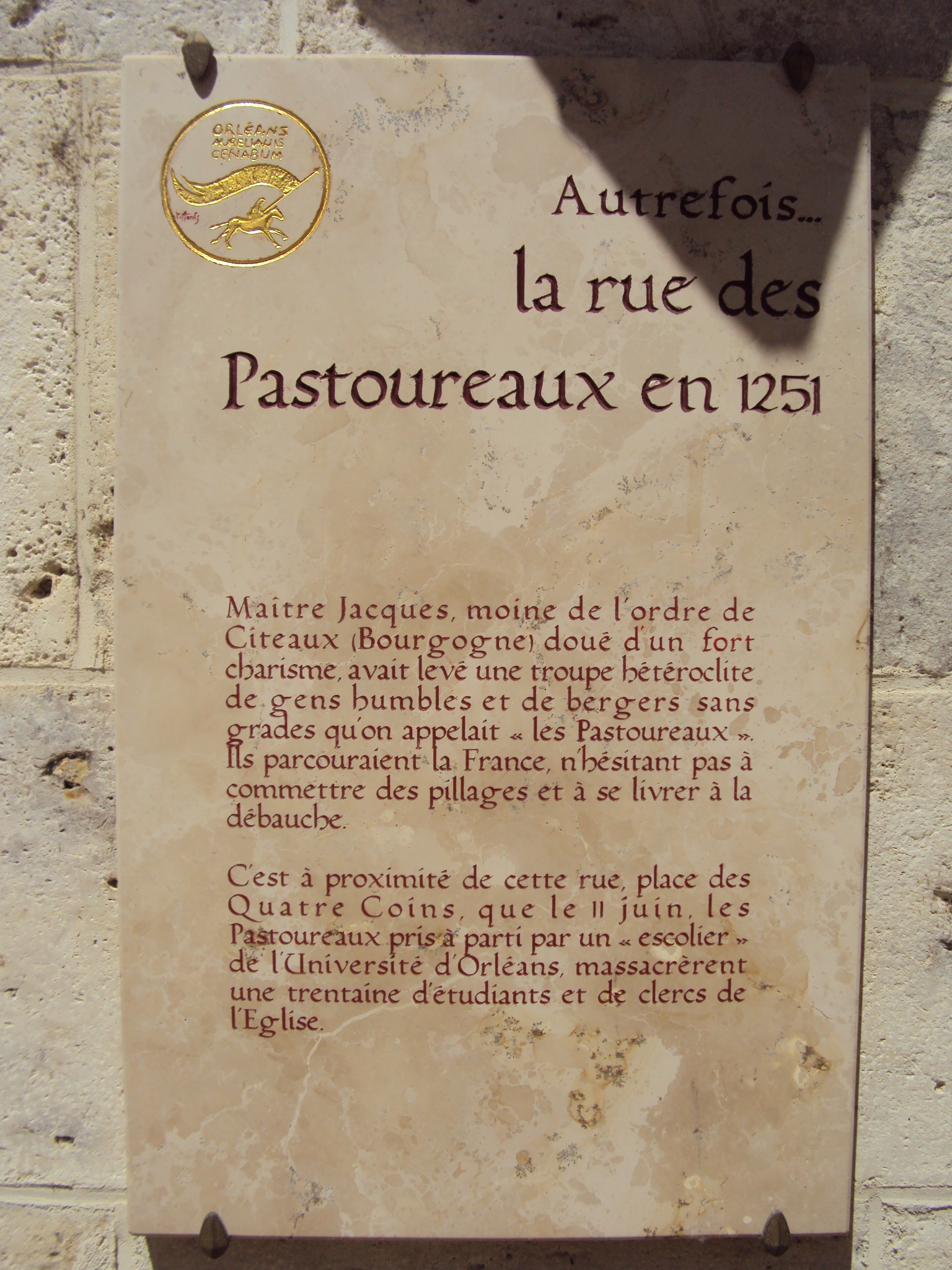
奥尔良记录牧人起义的牌匾

牧人十字军（英語：Shepherds' Crusade），又称“牧人起义”，是1251年发生于法国的一次由农民和牧人自发组织的民间十字军运动。此次运动因响应第七次十字军东征（1248–1254年）失败后的宗教狂热而兴起，但迅速演变为针对教会与贵族的地方叛乱，最终遭法国王室镇压。

## 背景

### 第七次十字军东征的刺激

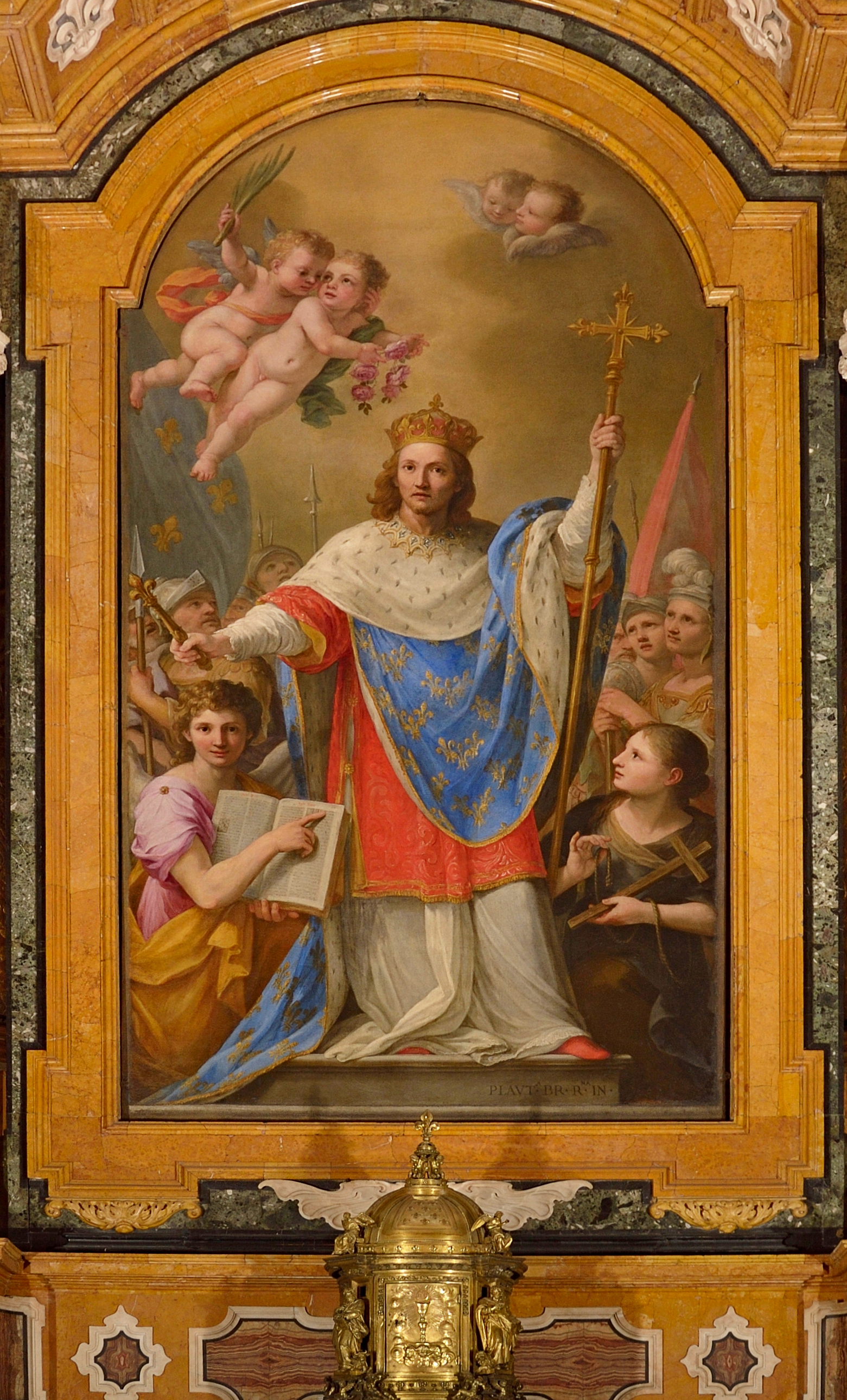
圣路易

1249年，法国国王路易九世（圣路易）以「圣徒君主」的虔诚形象发动第七次十字军东征，意图通过攻占埃及阿尤布王朝腹地，重夺耶路撒冷圣城。这位时年35岁的君主将国库的三分之一用于军备，率领配备重型攻城器械的万人大军直扑尼罗河三角洲。次年2月，十字军在曼苏拉战役中遭遇毁灭性打击，随后的瘟疫更使军队减员过半。当路易九世被押解开罗的消息传回欧洲时，整个基督教世界陷入信仰危机。

第七次十字军东征

这场军事灾难在法国乡村引发剧烈震荡。方济各会修士在布道中宣称，埃及的惨败是天主对骑士阶层腐化的惩罚。如同《瑪竇福音》中"贫穷的人有福了"的经文，农民、牧人和城市贫民获得了前所未有的宗教主体性。在沙特尔主教区，成群结队的乡民开始自制粗布十字旗，将犁头锻造成长矛，坚信自己才是天选的新十字军。

### 国内的反应
圣路易在埃及的法里斯库尔战役中被击败并被俘后，当这个消息在第二年传到法国时，贵族和农民都深感悲痛：圣路易深受法国民众的爱戴，他们难以想象这样一个虔诚的人会被异教徒打败。路易随即派他的兄弟们去法国寻求救济，尽管卡斯蒂利亚的布兰卡做出了一系列的努力，但贵族和神职人员都没有帮助前去提供援助。

## 事件经过
1251年春，一名自称“匈牙利大师”（Master of Hungary）的神秘人物在法国北部宣称获得圣母启示，号召无武装的贫民以“纯洁之心”解放耶路撒冷。吸引数万追随者。成员主要为农民、牧羊人、手工业者和流浪者，多数为青壮年，部分妇女和儿童加入。他们以牧杖为武器，佩戴十字标志。据史学家推测，这位“大师”可能是一位熙笃会修士，这些牧人十字军的成员分别来自法兰西北部、佛兰德和皮卡第等地。
牧人十字军从亚眠出发，队伍起初遵守宗教戒律，禁止劫掠，沿途祈祷并吸引新成员，人数逐渐增加至十万。进入巴黎后，牧人十字军受到了法兰西太后及摄政卡斯蒂利亚的布兰卡的热情接待，她本人也对这些十字军表示了支持。然而，牧人们逐渐开始变得极端。他们攻击神职人员，指控教会腐败、挪用十字军捐款。他们捣毁教堂、驱逐主教，并杀害抵抗的修士。叛乱蔓延至奥尔良、图尔、布尔日等地，部分贵族庄园遭洗劫，很多托钵修会包括方济各会也遭受攻击。

## 镇压与结局
1251年，卡斯蒂利亚的布兰卡下令围捕这群人并将他们逐出教会。由于这些人只是在法国北部漫无目的地游荡，围捕行动进行得异常顺利。不过由"匈牙利大师"领导的队伍在布尔日城外进行了抵抗，这位领袖本人在随后的冲突中丧生。
这场所谓的十字军运动更像是一场针对法国教会和贵族的反抗——人们认为这些势力背弃了路易。实际上，牧人们既不清楚路易的真实遭遇，也不具备组织远征军实施救援的后勤能力。队伍被驱散后，部分参与者流窜至阿基坦和英格兰，但被当地禁止传教；另一些人则正式宣誓加入十字军，很可能真正踏上了东征之路。